# Reinhold Kauder
Reinhold Kauder, född den 30 januari 1950 i Bückeburg, Tyskland, är en västtysk kanotist.
Han tog OS-silver i C-1 i slalom i samband med de olympiska kanottävlingarna 1972 i München.